# هارولد غودوين (ممثل أمريكي)
هارولد غودوين (بالإنجليزية: Harold Goodwin)‏ مواليد 1 ديسمبر 1902 في بيوريا، الولايات المتحدة - الوفاة 12 يوليو 1987 في لوس أنجلوس، كاليفورنيا، الولايات المتحدة، هو ممثل أمريكي بدأ مسيرته الفنية سنة 1915. امتدت مسيرته الفنية لأكثر من 58 عاما.

## الأعمال
- كلية
- المصور
- كل شيء هادىء على الجبهة الغربية

## روابط خارجية
- هارولد غودوين على موقع IMDb (الإنجليزية)
- هارولد غودوين على موقع أول موفي (الإنجليزية)
- هارولد غودوين على موقع قاعدة بيانات الأفلام السويدية (السويدية)
- هارولد غودوين على موقع قاعدة بيانات الفيلم (الإنجليزية)
- هارولد غودوين على موقع كينوبويسك (الروسية)